# Cultura Cucuteni
Cultura Cucuteni sau  Cucuteni-Tripolia (în engleză Cucuteni-Trypillian culture și în ucraineană Трипільська культура), cea mai veche civilizație din Europa, datând din perioada 5800-3200 î.Hr., și-a primit numele după satul cu același nume din apropierea Iașiului, unde în anul 1884 s-au descoperit primele vestigii. 
Cultura Cucuteni preceda cu câteva sute de ani toate așezările umane din Sumer și Egiptul Antic. Cultura Cucuteni se întindea pe o suprafață de 350.000 kilometri pătrați, pe teritoriul actual al României, Republicii Moldova și Ucrainei.
Pe teritoriul României cultura Cucuteni era răspândită în Moldova, nord-estul Munteniei, sud-estul Transilvaniei și Basarabia și se caracteriza printr-o ceramică de foarte bună calitate, bogat și variat pictată.
Ceramica din cultura Cucuteni este unică în Europa, găsindu-se unele asemănări, destul de pregnante, doar între ceramica Cucuteni și o ceramică dintr-o cultură neolitică din China. Între cele două culturi este o distanță de timp foarte mare, cea din China apărând după circa un mileniu față de cea de la Cucuteni. Poate aceasta sa explice si prezenta pe aceasta ceramica a unor simboluri spirituale străvechi (Yin și Yang, svastică,cruce) apărute prima dată în Europa în cadrul vechilor culturi danubiano-pontice (Cucuteni si Turdaş) si apoi la distanta de mii de ani si kilometri in Asia; asta pe lângă ipoteza inconstientului colectiv a lui Carl Jung.
Pe ceramica Cucuteni predomină decorul în spirală, cu numeroase variante și combinații. S-au găsit și figuri feminine cu torsul plat, decorate cu motive geometrice.
Populația aparținând culturii Cucuteni avea o organizare protourbană, cu locuințe mari, cu vetre interioare. Aveau ca ocupație vânătoarea, agricultura și meșteșuguri casnice, cum ar fi: țesut, olărit, confecționare de unelte.
În locuințele ce fac parte din cultura Cucuteni au fost întâlnite câteva cazuri unde, în podeaua locuințelor, au fost descoperite oase umane, o posibilă mărturie a faptului că oamenii se îngropau la temelia caselor, în mod ritualic. Acest lucru pare să fie susținut și de lipsa necropolelor.
Specialiștii vorbesc despre un cult al zeiței-mamă, dovadă fiind statuetele antropomorfe descoperite. Populația Cucuteni practica și diferite culte solare evidențiate mai ales prin pictură.
Culorile predominante pe ceramica Cucuteni sunt roșul, albul și negrul, cu unele variații în funcție de temperatura la care a fost ars vasul respectiv. Ca formă, vasele diferă de la simple pahare la vase mari de tipul amforelor.
|  |  |

## Galerie

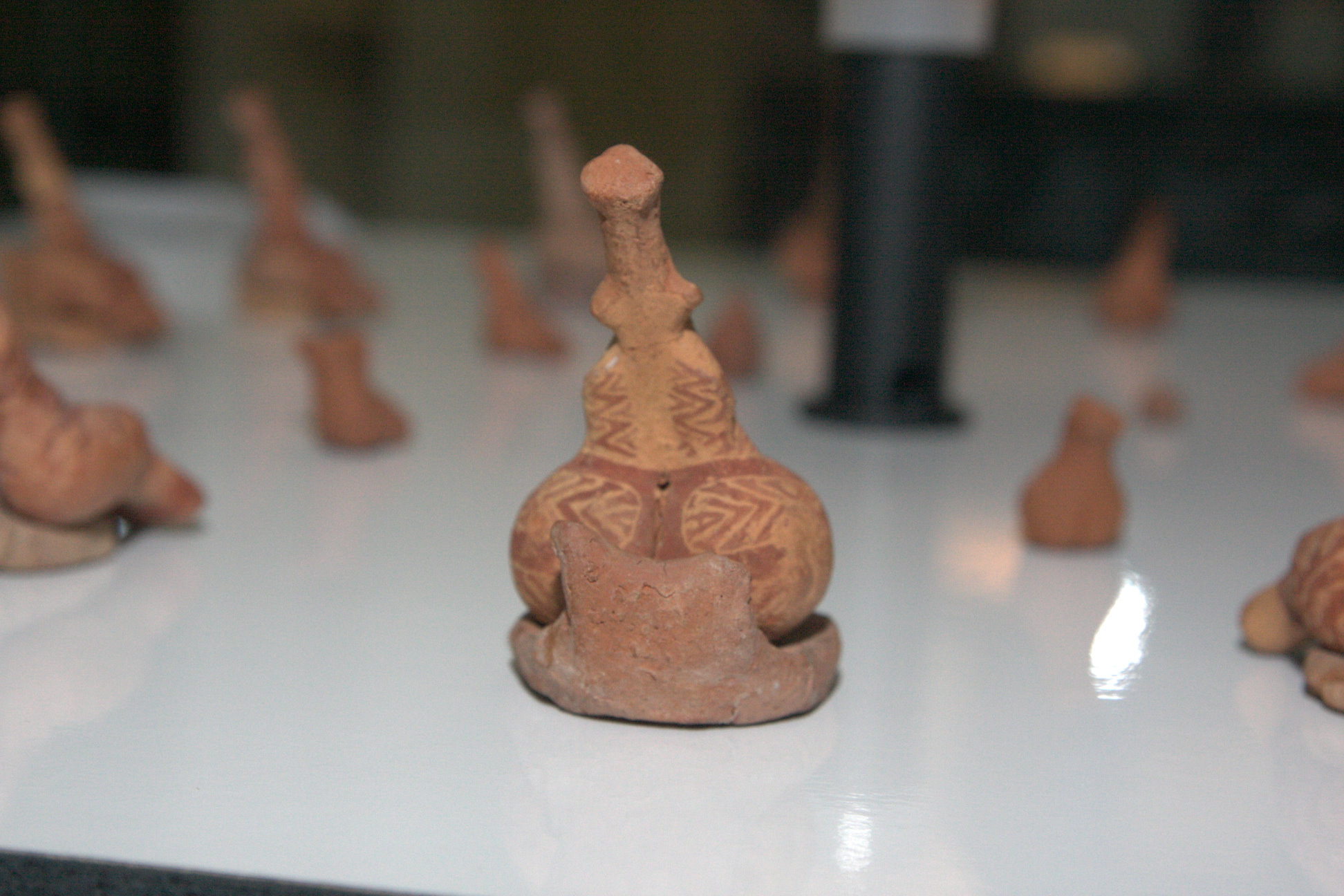
Figuri feminine
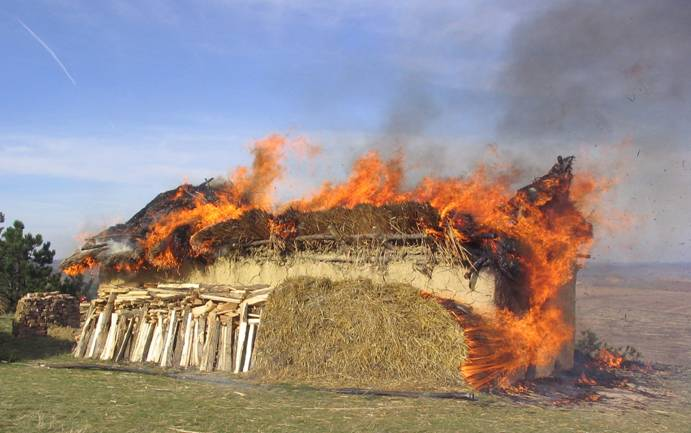
Experiment al Arheoinvest: incendierea unei imitații de locuință tipică Cucuteni, întocmai precum proceda populația neolitică.
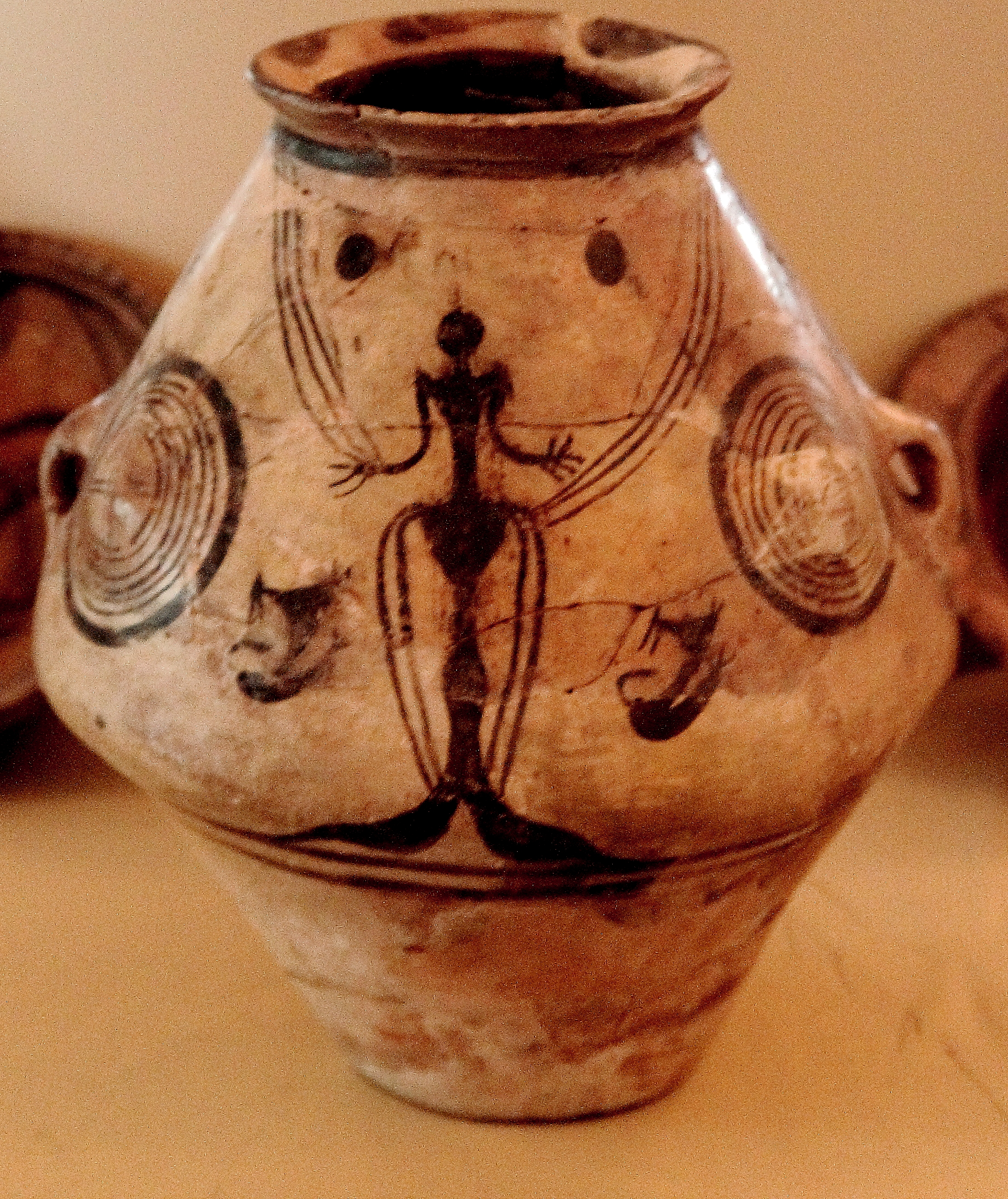
Ceramică de Cucuteni
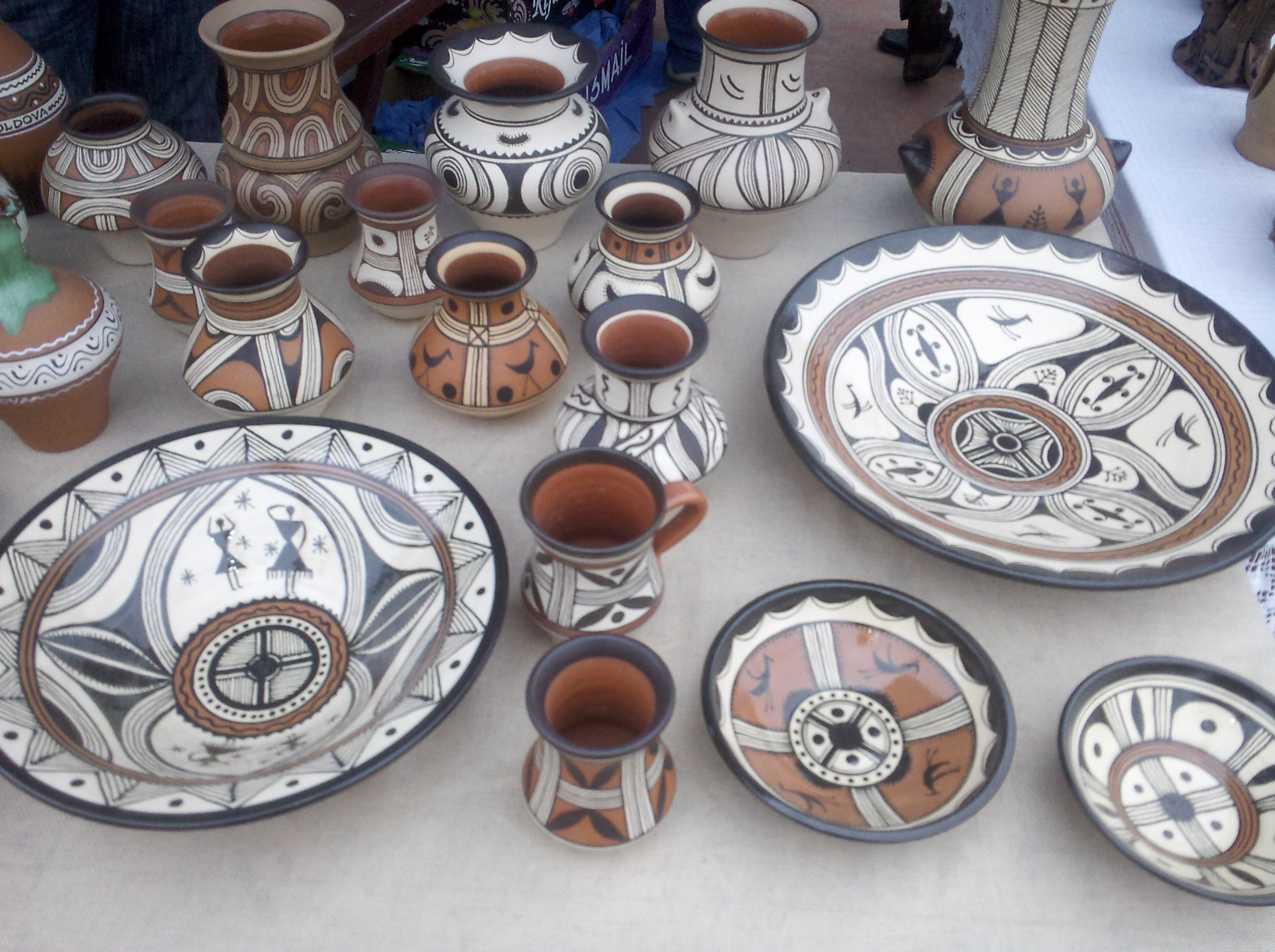
Vase realizate de artiști plastici din Rep. Moldova în stilul ceramicii de Cucuteni
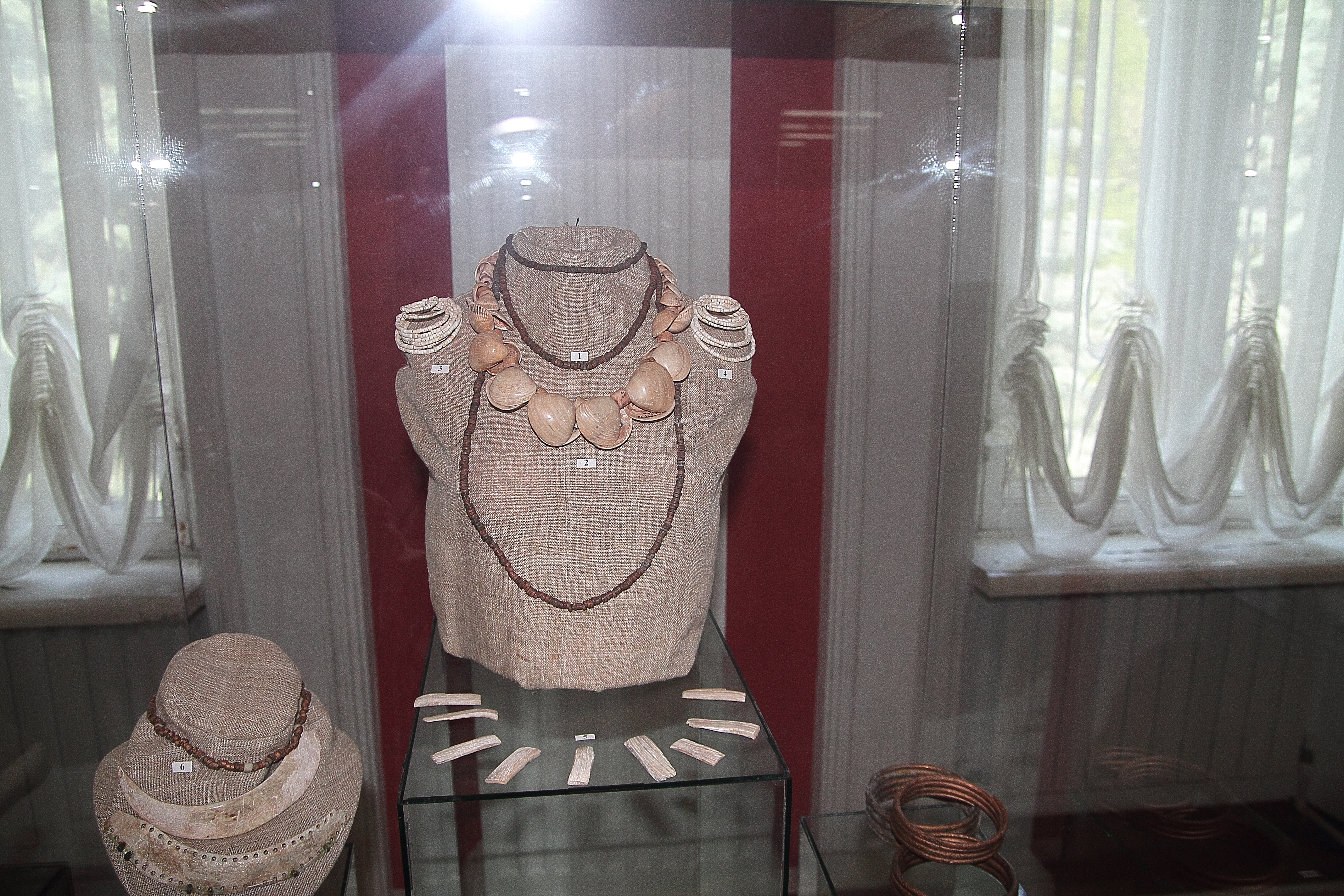
Bijuterii cucuteniene
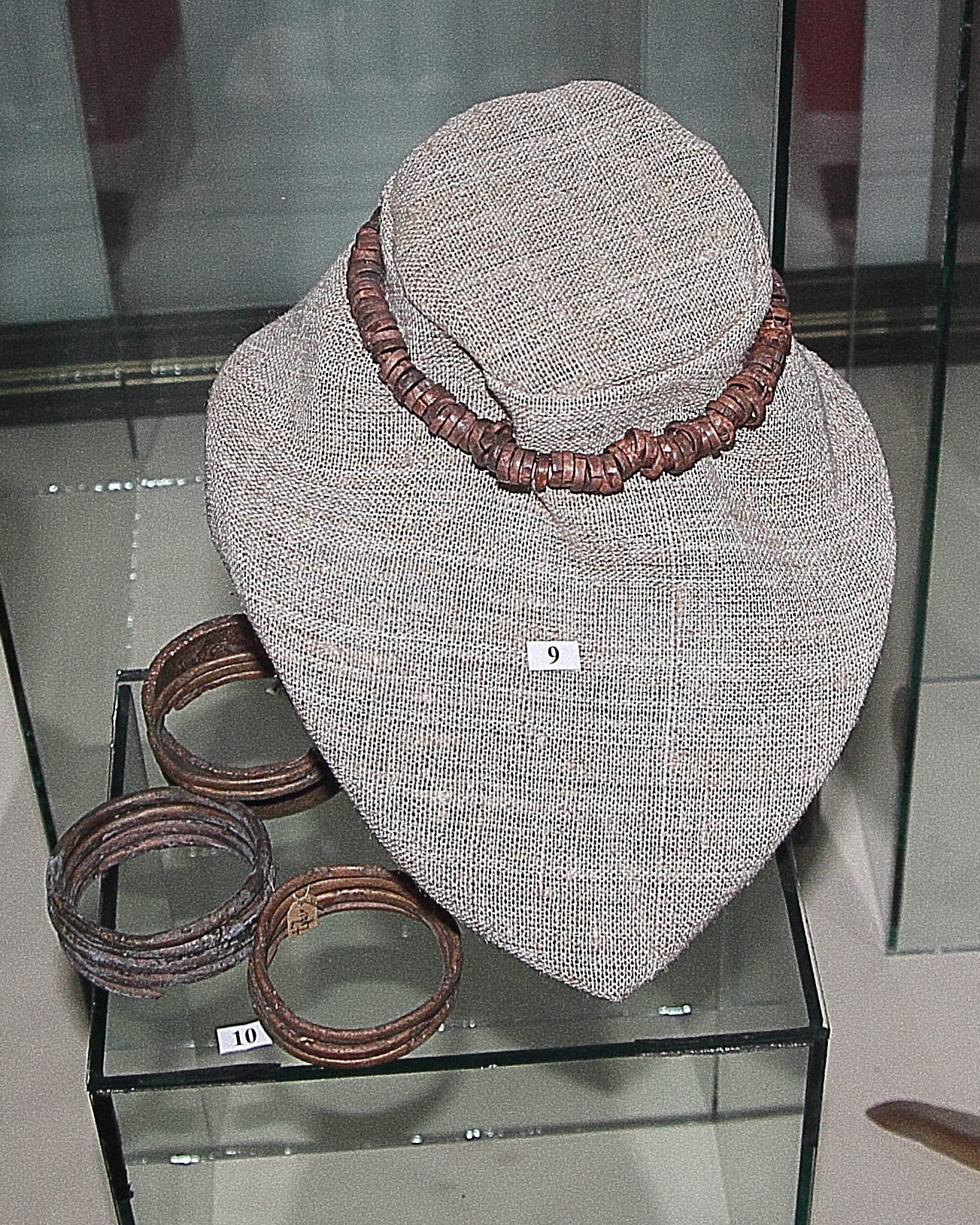
Bijuterii cucuteniene
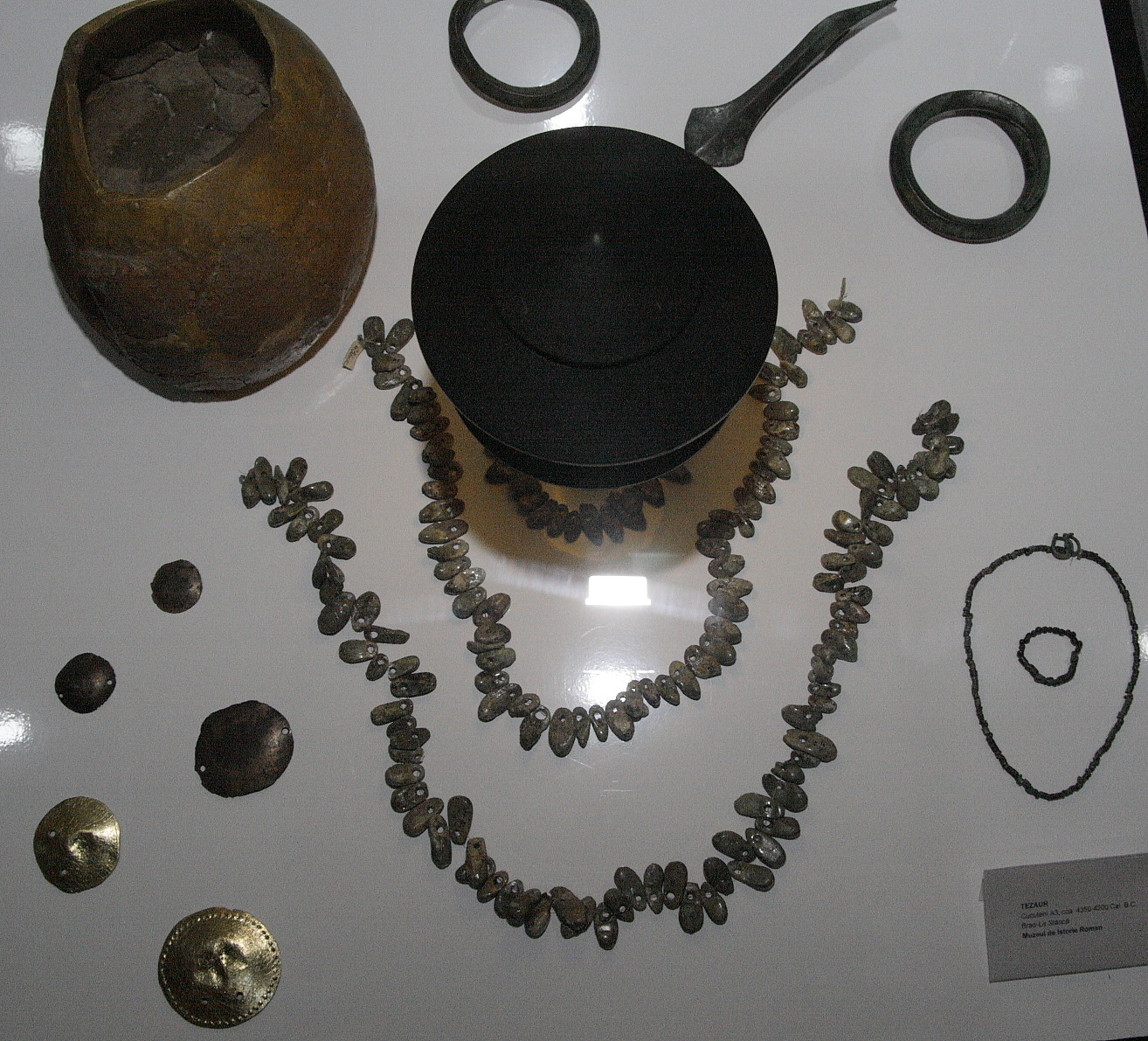
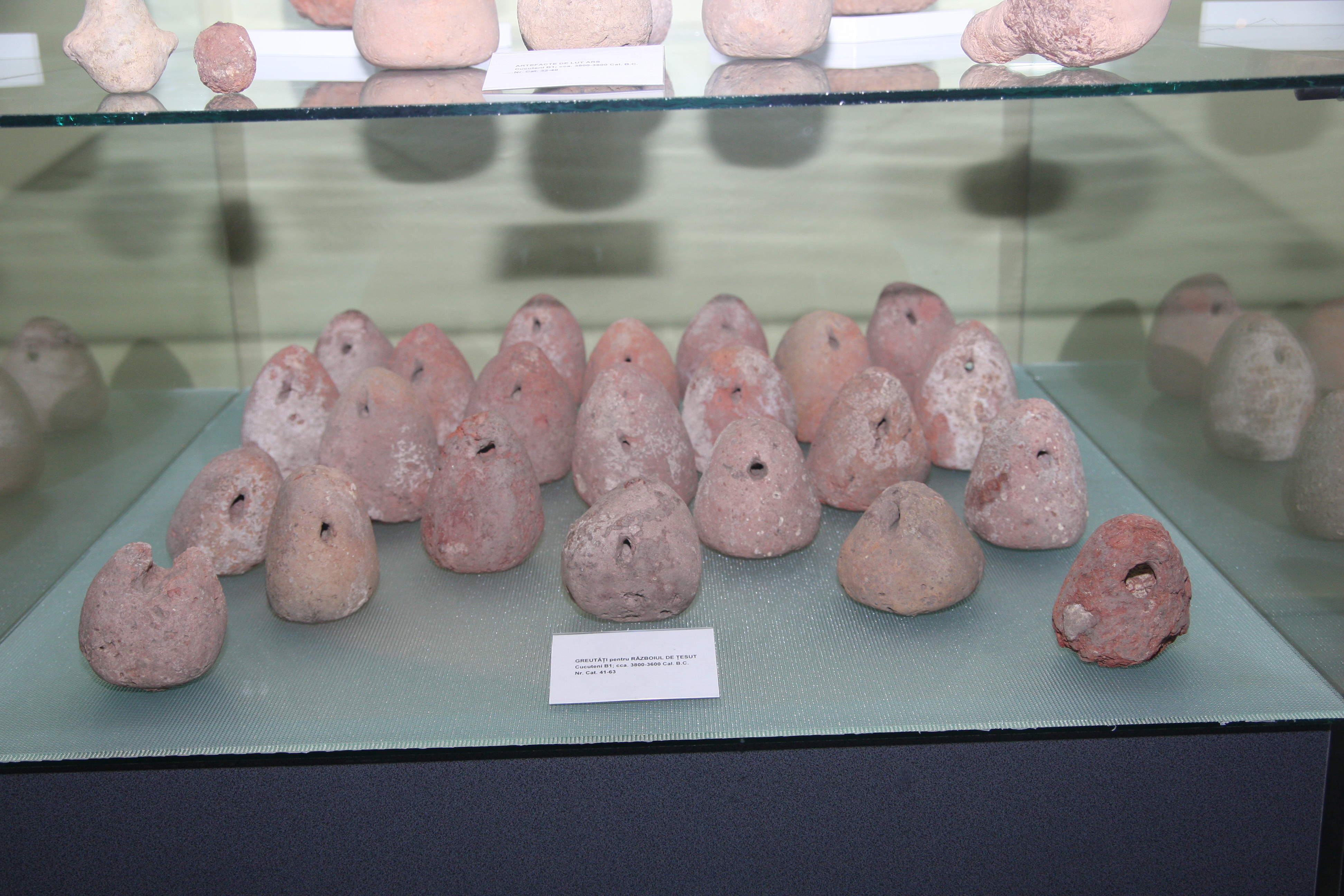
Greutăți cucuteniene pentru războaie de cusut
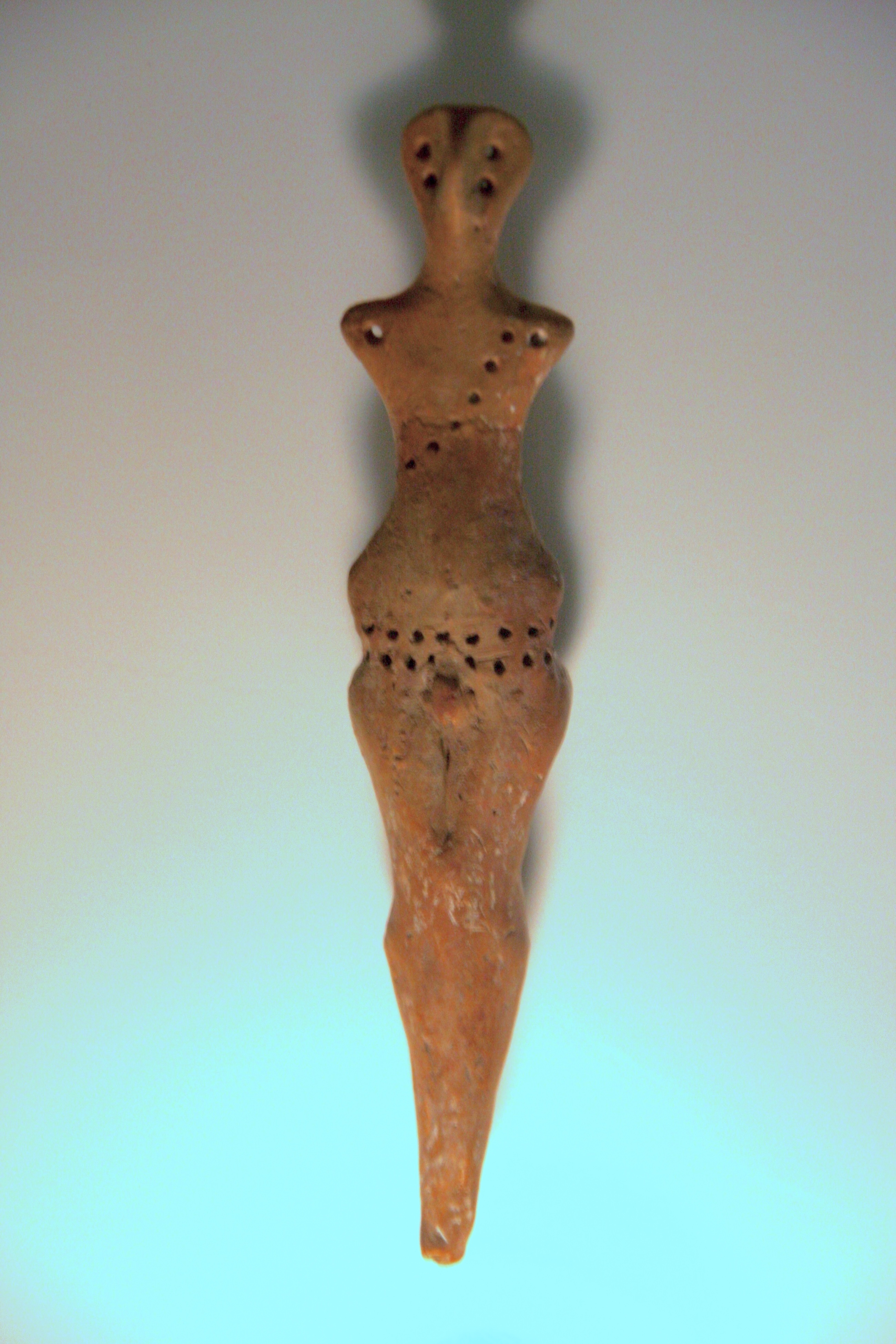
Figurină antropomorfă cucuteniană masculină de lut
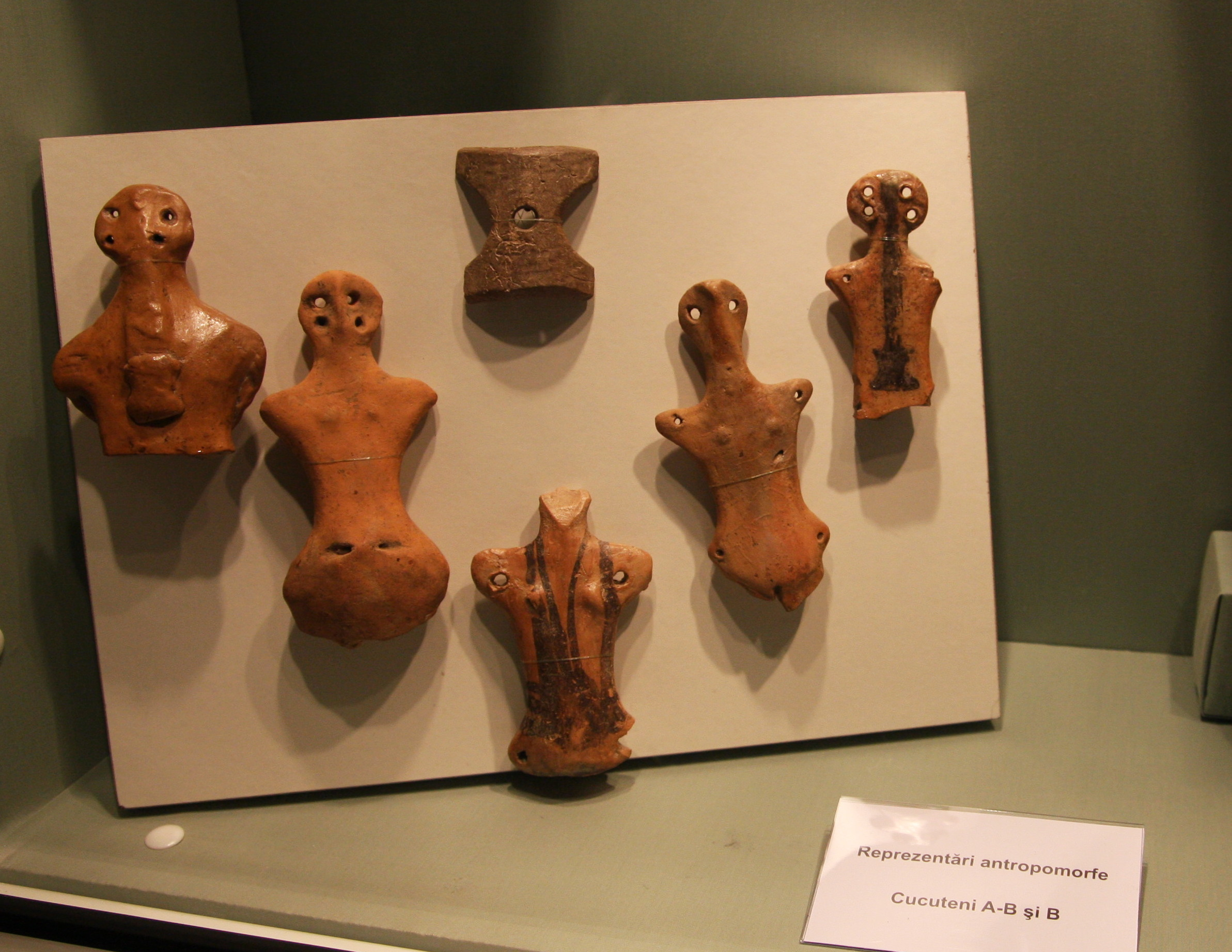
Reprezentări antropomorfe cucuteniene

## Nomenclatură
Cultura a fost inițial numită după satul Cucuteni, din Județul Iași. În 1884, Teodor Burada a văzut fragmente de ceramică în pietrișul din drumul dintre Târgu Frumos și Iași.

## Geografie
Cultura Cucuteni se întindea pe o suprafață de 350.000 kilometri pătrați, pe teritoriul actual al României, Republicii Moldova și Ucrainei.
Pe teritoriul României cultura Cucuteni era răspândită în Moldova, nord-estul Munteniei, sud-estul Transilvaniei și Basarabia

## Ritualuri și religie
Unele situri arheologice din cultura Cucuteni-Tripolia prezintă urmele unor edificii speciale situate în centrul așezământului, identificate de către arheologi drept sanctuare sacre. Înăuntrul acestor sanctuare au fost descoperite artefacte - unele intenționat îngropate împreună cu edificiul în sine - de o evidentă natură religioasă, care au oferit indicii despre unele dintre credințele, ritualurile și structura socială a acestei culturi preistorice. Mai mult, artefacte de o aparentă natură religioasă au fost descoperite și înăuntrul multor reședințe domestice aparținând culturii Cucuteni.
Cultura Cucuteni prezenta credințe magico-religioase. Asociate cu acestea sunt altare de lut ars descoperite în unele situri. La Trușești, județul Botoșani, a fost descoperit un altar cu busturi umane. Purtătorii culturii Cucuteni foloseau statuete și vase antropomorfe și zoomorfe în ritualurile lor.

### Ritul funerar
Pe teritoriul României până la acest moment nu au fost descoperite decât câteva morminte de înhumație, la Doboșeni, județul Covasna, și câteva morminte rituale la Traian, județul Neamț. Aceste descoperiri indică practicarea înhumării de către purtătorii culturii Cucuteni, cu toate că acestea nu au fost descoperite până acum.

## Bibliografie

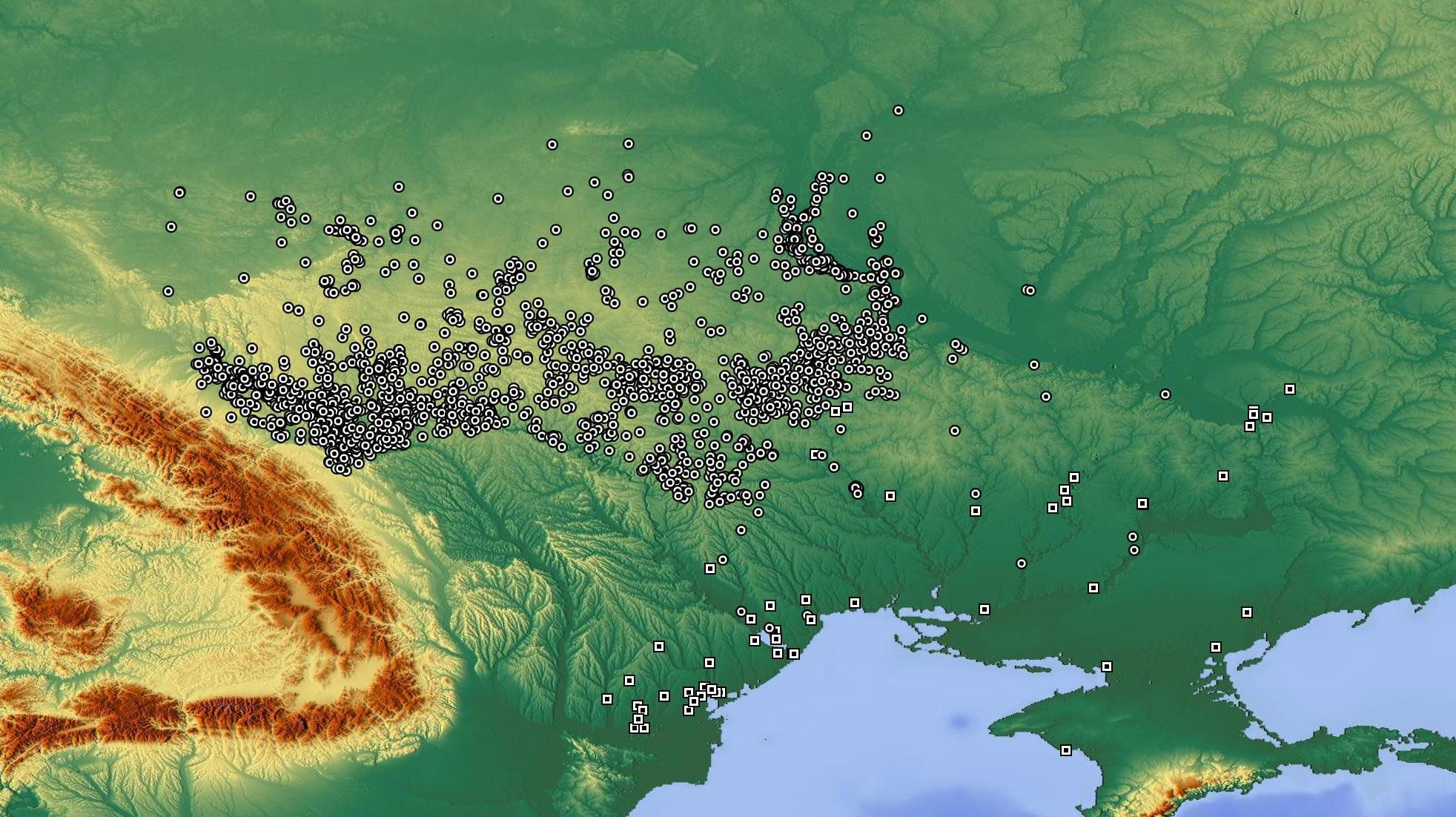
Situri arheologice culturii Cucuteni-Trypillian pe teritoriul Ucrainei